# Minhas Canções na Voz de Sandrinha
Minhas Canções Na Voz de Sandrinha é um álbum de estúdio da cantora Sandrinha, gravado em 2012, pela gravadora Graça Music. São 12 canções sendo duas regravações: “Cuida de Mim” e “O Tempo de Cantar Chegou”. Ganhou como disco de ouro vendendo 40 mil cópias.

## Faixas
1. Vou cumprir a missão
2. Vem me Abraçar
3. Senhor, passa por aqui
4. Volta
5. Cuida de Mim
6. Eu canto
7. Ele Virá
8. Tua Chuva
9. O que Dizes que eu sou
10. Te amo, Senhor
11. Um Dia Ele Vem
12. O tempo de cantar Chegou